# Tierpsposten
Tierpsposten var en svensk lokaltidning som gavs ut i Tierp från och med den 13 augusti 1892 till den 31 december 1963.